# Gari sharabatiae
Gari sharabatiae is een tweekleppigensoort uit de familie van de Psammobiidae. De wetenschappelijke naam van de soort is voor het eerst geldig gepubliceerd in 2005 door Rusmore-Villaume.